# اود تاندبرگ
اود تاندبرگ (نروژی: Odd Tandberg; ۱۶ آوریل ۱۹۲۴ – ۱۴ فوریهٔ ۲۰۱۷) یک نقاش اهل نروژ بود.